# Ceratogyrus pillansi
Ceratogyrus pillansi är en spindelart som först beskrevs av William Frederick Purcell 1902.  Ceratogyrus pillansi ingår i släktet Ceratogyrus och familjen fågelspindlar. Inga underarter finns listade i Catalogue of Life.